# Popovnjak
Popovnjak (cyr. Поповњак) – wieś w Serbii, w okręgu pomorawskim, w gminie Despotovac. W 2011 roku liczyła 305 mieszkańców.